# Bernhard Harder
Bernhard Harder (* 15. Dezember 1878 in Alexandertal Mennonitenansiedlung Alt-Samara; † 15. Juli 1970 in Hanau) war ein mennonitischer Unternehmer, Prediger und Schriftsteller und Leiter der „Großstadt-Mission für Hamburg und Altona“.

## Leben

### Herkunft und Familie
Bernhard Harder war das jüngste von fünf Kindern in der Mennonitenfamilie Julius und Elisabeth Harder aus Klein-Lichtenau im Danziger Werder. Die Familie Harder zog mit dem letzten westpreußischen Treck 1878 nach Alt-Samara, wo Bernhard kurz nach der Ankunft geboren wurde. Nach dem frühen Tod von Julius und Elisabeth Harder wurden deren Kinder von verschiedenen Verwandten aufgenommen, wie es unter den Mennoniten üblich war. Sowohl von seinen Eltern als auch von seiner Pflegefamilie wurde Harder in der mennonitischen Frömmigkeit und Tradition erzogen.
Bernhard Harder war seit 1899 mit Katharina Dyck verheiratet und hatte fünf Kinder, von denen nur zwei Söhne das Erwachsenenalter erreichten – den späteren Schriftsteller und Sozialisten Johannes Harder und den Kunstmaler Alexander Harder.

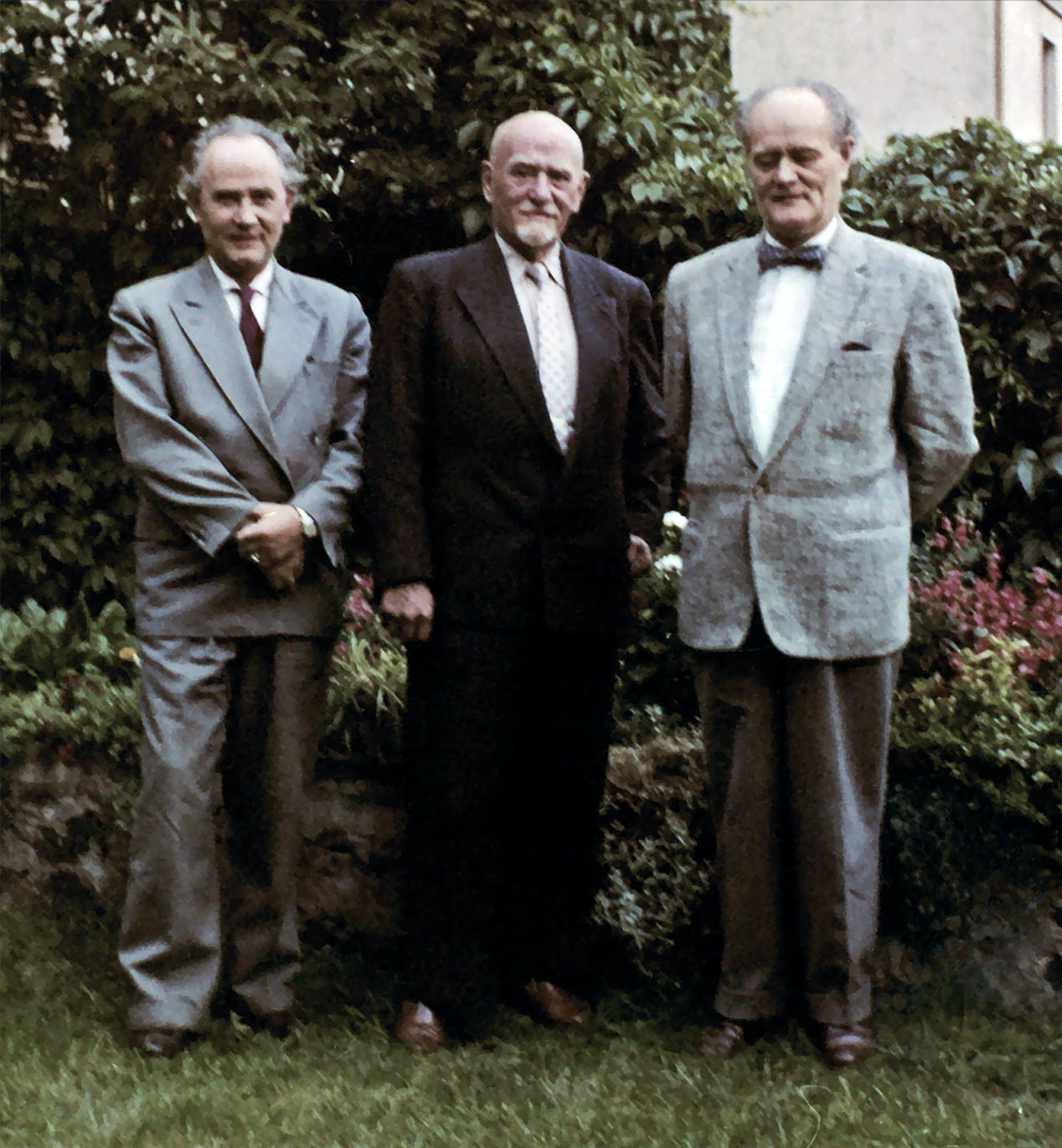
Bernhard Harder (mittig) mit seinen Söhnen Johannes Harder (links) und Alexander Harder-Khasán (rechts)

### Beruflicher und geistlicher Werdegang bis zur Russischen Revolution
Mit 16 Jahren ging Bernhard Harder in die Mennonitenansiedlung Molotschna, wo er das Schlosser- und Schmiedehandwerk erlernte. Während dieser Zeit ließ er sich von dem Ältesten der Mennonitengemeinde Gnadenfeld, Heinrich Dirks, taufen.
Nach seiner Rückkehr eröffnete er in Neuhoffnung (Mennonitenansiedlung Alt-Samara) eine eigene Schmiedewerkstatt, die jedoch in der kleinen Kolonie nicht lange tragfähig war. Zusammen mit drei weiteren Unternehmern eröffnete er 1909 in dem russischen Marktort Koschki das Geschäftshaus „Harder, Wiebe und Co.“ zum Vertrieb landwirtschaftlicher Maschinen und Geräte. Das Geschäftshaus erfuhr in kurzer Zeit so reißenden Absatz, dass mehrere Filialen an verschiedenen Orten des Landes aufgebaut wurden. In den folgenden Jahren reiste Harder geschäftlich viel durch Russland, einschließlich Sibirien, und baute Kontakte zu ausländischen Firmen in Deutschland, Schweden und den USA auf und knüpfte auf diese Weise ein breites Verbindungsnetz zwischen der Mennonitenkolonie an der Wolga und internationalen Handelshäusern.
Neben seiner geschäftlichen Tätigkeit engagierte Harder sich in der Jugendarbeit der Mennonitengemeinde in der Kolonie, wo er auch als Prediger tätig war.
Nach Ausbruch des Ersten Weltkrieges wurde Harder mit seiner Familie wegen seiner deutschen Staatsbürgerschaft enteignet und ebenso wie 20.000 weitere deutsche Staatsbürger in Orenburg interniert, wo sie bis zur Februarrevolution 1917 verblieben.
Nach dem Ausbruch der Russischen Revolution kehrte Harder in die Mennonitenansiedlung Alt-Samara zurück und begann mit dem Aufbau einer Konsumgenossenschaft für sein engeres Heimatgebiet. Gleichzeitig engagierte er sich für die Jugendarbeit in der Mennonitengemeinde. Nachdem er durch die ersten Verhandlungen mit den Vertretern der sowjetischen Revolution zu der Einsicht gekommen war, dass jegliche wirtschaftliche Privatinitiative bald ein Ende haben würde, entschloss er sich kurzerhand, Russland zu verlassen. Gemeinsam mit über 20 weiteren Deutschen verließ er mit seiner Familie in einem ereignisreichen Treck Russland und ließ sich zunächst in Marienburg (Westpreußen) nieder.

### Tätigkeit während der Weimarer Republik
Nach Kriegsende 1918 wurde Harder auf einer Schiffswerft in Elbing verpflichtet. Gleichzeitig begann er mit einer breiten und aktiven Predigttätigkeit und Jugendarbeit unter den Mennonitengemeinden des Kleinen Werders. 1923 übertrug ihm das Missionswerk „Licht im Osten“ in Wernigerode a.H. das Hausvateramt des Seminars und zugleich ein Lehramt für die ehemaligen russischen Kriegsgefangenen auf.
Harder widmete sich aktiv und ausführlich seinen biblisch-theologischen Studien und setzte sich zwei Jahre lang in mehreren polnischen und baltischen Gemeinden mit Vorträgen und Kursen zu biblischen und theologischen Themen ein.

### Engagement in der „Großstadt-Mission für Hamburg und Altona“
Von 1930 bis 1950 war Harder Vorsteher der „Großstadt-Mission für Hamburg und Altona“, die ein Säuglingsheim, ein Altenheim, eine „Heimstatt für die sittlich gefährdete weibliche Jugend“, ein Seminar für Gemeindehelferinnen in den slawischen Gemeinden Osteuropas, ein großes Kinderheim und eine Predigtstätte in der alten Mennonitenkirche auf der Großen Freiheit hatte.
Er redigierte die Monatsschrift „Wort und Werk“, die aufgrund ihres klaren bibeltreuen Kurses auch während der nationalsozialistischen Zeit besonders in Kreisen der Bekennenden Kirche Beachtung fand. Nach Ende des Zweiten Weltkrieges widmete Harder sich dem Wiederaufbau der während der Bombardierung Hamburgs 1943 vernichteten Heime der Großstadt-Mission.

### Letzte Lebensjahre und Tod
Nachdem seine Ehefrau 1949 nach fast 50 Ehejahren verstorben war, zog Harder 1951 zu seinem Sohn, dem Kunstmaler Alexander Harder, in den Spessart. Hier verfasste er das Buch „Alexandertal: Geschichte der letzten deutschen Stammsiedlung in Russland“, das 1955 in Berlin erschien und die Geschichte der Mennonitenansiedlung Alt-Samara beschreibt. 1951 heiratete er ein zweites Mal. Bernhard Harder verstarb am 15. Juli 1970 in Hanau.